# 成都晚报
《成都晚报》創刊於1956年5月1日，隶属成都日报报业集团，曾是成都日报报业集团三大報紙之一（另兩份為《成都日報》、《成都商報》），是成都地區主打民生新聞的主流報紙。
創刊初期為日報，1961年3月根據中宣部規定改為晚報。曾經是中共成都市委的机党报（創刊日至2001年，被《成都日報》取代）。2019年3月27日，《成都晚報》在頭版刊發《致讀者》，宣布自同年3月30日停刊，2020年11月5日撤社。 

## 六四广告事件
2007年6月4日，六四事件发生18周年，在分类广告中第十四版的右下角刊出「向坚强的64遇难者母亲致敬」的广告。据香港《南华早报》报道，接受这个广告的是一名刚从学校毕业的年轻女职员，她对六四事件全然不知，因此特地询问广告刊登者，对方回答：「是一次矿难！」
同年6月8日，成都市委宣传部门决定，开除该报常务副总编辑李少军与二名编辑。